# أرفينات
الأرفينات فوق فصيلة جيومترويديا أو الديدان القياسة (الاسم العلمي: Geometroidea) هو فوق فصيلة من الحشرات يتبع رتيبة ذوات الخرطوم من رتبة حرشفيات الأجنحة.

## التصنيف
- الأرفية
  - اللارنتاوات
    - الأوبثكياوية
    - الأوبثكية